# Aphroditos

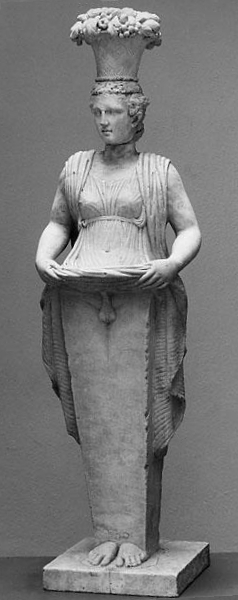
Hermès d'Aphroditos au Nationalmuseum à Stockholm.

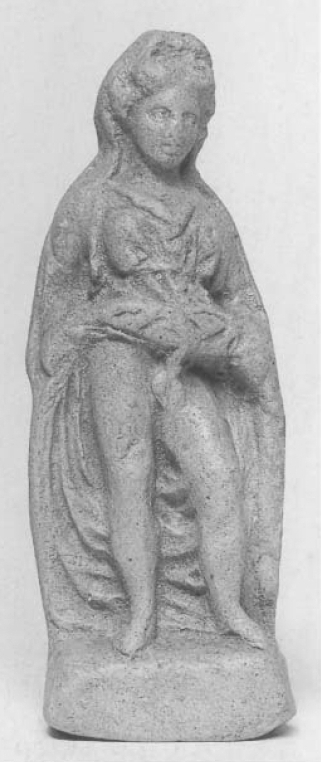
Figurine en terre cuite grecques, fin, Musée national de la Grande-Grèce.

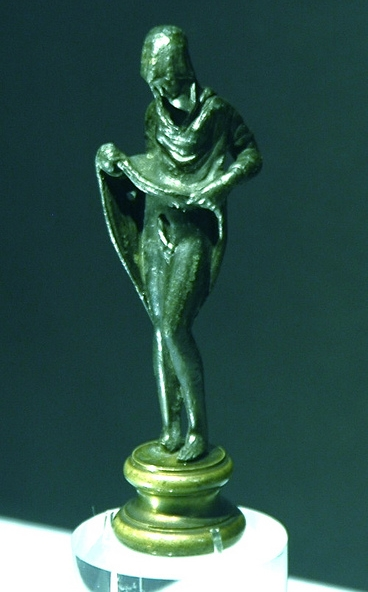
Statuette de bronze, Empire romain, I-III

Aphroditos (grec ancien : Ἀφρόδιτος) est un Aphrodite avec attributs mâles originaire d'Amathonte, ville sur l'île de Chypre, célébré à Athènes par des rites de travestissement.

## Description
Aphroditos est représenté avec une silhouette et des vêtements féminins comme Aphrodite mais avec une barbe et un pénis, et de ce fait a un prénom masculin. Cette déité serait arrivée à Athènes de Chypre vers le IVe siècle av. J.-C. Cependant il existait déjà à Athènes au Ve siècle av. J.-C. des statues à tête de femme avec un pénis.

## Culte
Selon Macrobe, qui mentionne la déesse dans son Saturnalia, Philochore, dans Atthis, identifie cette divinité homme/femme à la Lune et mentionne que lors de ses rites les hommes et les femmes échangent leurs vêtements « parce que la lune est considérée à la fois comme mâle et femelle ».
Philostrate, en décrivant les rituels des festivals religieux, raconte que la personne personnifiant le dieu était suivie par un long cortège de suivants dans lequel les femmes se mêlaient aux hommes car le festival autorisait « les femmes à agir comme les hommes et les hommes à s'habiller en femme et à agir comme des femmes. »
Aphroditos est le même dieu qu'Hermaphrodite, nom signifiant « Aphroditos avec la forme d'hermès ». Photios explique qu'Aphroditos était Hermaphroditos et cite des fragments de comédies en attique mentionnant la divinité. Dans la mythologie plus tardive, Hermaphroditos vient à être vu comme le fils d'Hermès et d'Aphrodite.
Une des plus anciennes images athéniennes existantes est un fragment (fin du IVe siècle av. J.-C.), trouvé dans l'Agora d'Athènes, d'un moule en argile pour un figurine en terre cuite. Le personnage aurait eu une hauteur de 30 cm, représentée dans un style connu sous le nom de άνασυρόμενος (anasyromenos), une femme levant sa robe pour montrer ses organes génitaux masculins, un geste qui était censé avoir une valeur apotropaïque, repoussant les influences malfaisantes et donnant de la chance.